# San Francisco el Alto
San Francisco el Alto är en ort i Mexiko, tillhörande kommunen Jiquipilco i den nordvästra delen av delstaten Mexiko. Orten hade 397 invånare vid folkräkningen 2010.